# In vitro tide
In vitro tide is het tweede studioalbum van Surface 10, de bandnaam waaronder onregelmatig albums van Dean de Benedictus verschijnen. Het album bevat muziek binnen de grenzen van de elektronische muziek, maar bijna alle substromingen komen aan bod. In rap tempo komen de Berlijnse School voor elektronische muziek, (industrial en gewone) ambient, sampling, loops voorbij, al dan niet ondersteund door techno/tranceachtige ritmes. Het materiaal voor dit album had de Benedictus al opgenomen, maar hij mixte de nummers opnieuw. Het album haalde nergens een notering in een albumlijst, er werden door het kleine platenlabel DiN maar 750 a 1000 exemplaren geperst.
In vitro tide is het best te vertalen als "kunstmatig opgewekte getijde".

## Musici
- Dean de Benedictus – elektronica, synthesizers, computers
- Eddie Loyola – digitale intermezzos in Littt en It utters
- JohnWells -   grind sample in It utters
- Truls Jedermo – synth It utters
- Alex Grahm – samples This will sting
- Phil Williams – gitaar Defrag
- Curtis Davis – basgitaar Defrag

## Muziek
Alle door de Benedictus

| Nr. | Titel                        | Duur  |
| --- | ---------------------------- | ----- |
| 1.  | This will sting              | 5:30  |
| 2.  | Epheral                      | 5:53  |
| 3.  | SERVICE 10 rendered          | 13:08 |
| 4.  | Farewell microscapes         | 5:52  |
| 5.  | Of my efforts                | 4:24  |
| 6.  | Littt                        | 9:33  |
| 7.  | Perahn                       | 6:16  |
| 8.  | It utters in stealth         | 10:20 |
| 9.  | Defrag Harvest Nocturn (DHN) | 12:39 |